# 小行星2644
小行星2644（2644 Victor Jara）是一颗围绕太阳公转的小行星。1973年9月22日，尼古拉·切爾尼赫在克里米亚发现了此天体。
該小行星以智利作家、詩人維克多·哈拉命名。
这颗小行星的绝对星等为309.45916等。